# Misswirtschaft (Schweiz)
Misswirtschaft ist ein Delikt gemäss Art. 165 des schweizerischen Strafgesetzbuches.
Nach schweizerischer Strafrechts-Lehre ist dabei klar zu unterscheiden zwischen dem deliktischen Verhalten von Misswirtschaft und einem durch widrige gesamtwirtschaftliche Umstände hervorgerufenen geschäftlichen Misserfolg, der umgangssprachlich gelegentlich auch mit diesem Attribut belegt wird.
Der Straftatbestand der Misswirtschaft ist ein Vorsatzdelikt, das aber auch Fahrlässigkeits-Elemente enthalten kann. Es genügt als Kriterium Eventualvorsatz. Strafrechtliche Folgen hat demnach z. B. jene Unternehmungsleitung zu gewärtigen, die durch nachlässiges Verhalten bei der Erfüllung der unternehmerischen Sorgfaltspflichten eine Überschuldung des Unternehmens in Kauf nimmt. Dies ist etwa beim Verschleudern von Vermögenswerten gegeben, z. B. an andere Unternehmen (oder Dritte), welche dem wirtschaftlichen Machtbereich des Schuldners angehören. Der Wirtschaftsstatus des Schuldners bleibt damit gleich, jedoch werden die Gläubiger des betroffenen Unternehmens geschädigt.
Weitere Tatbestands-Bereiche sind eine ungenügende Kapitalausstattung (sog. "Schwindelgründungen") sowie leichtsinniges Benützen und leichtsinniges Gewähren von Kredit. Vor allem der letztgenannte Sachverhalt hat mit der amerikanischen Subprime-Krise unerwartete Aktualität erhalten. Ein weiterer häufiger Fall von Misswirtschaft ist die Konkursreiterei, also die Praxis, vom Konkurs bedrohte Unternehmen zu übernehmen, in ihrem Namen Schulden zu machen und sie dann in den Konkurs gehen zu lassen.
Ein hiervon abgesonderter Tatbestand des Schweizer StGB ist im Weiteren der betrügerische Konkurs (Art. 163 StGB).